# Croton columnaris
Espèce
Classification APG II (2003)
Croton columnaris est une espèce de plantes à fleurs du genre Croton et de la famille des Euphorbiaceae, présente en Thaïlande.